# Lida (Mađarska)
Lida (mađ. Hild) je selo u Mađarskoj.

## Zemljopisni položaj
Nalazi se 17 km istočno od Dunava, 3 km južno od Ajoša, 3 km sjeveroistočno od Nadvara, 10 km jugoistočno od Dušnoka, 500 m sjeverozapadno od Lome, na 46° 21' 27" sjeverne zemljopisne širine i 19° 6' 30" istočne zemljopisne dužine, u regiji Južni Alföld. Južno je uzvisina Molovan.

## Upravna organizacija
Upravno pripada Bajskoj mikroregiji u Bačko-kiškunskoj županiji. 
Lida je pripadala selu Ajošu, udaljenom 3 km sjeverno, iako je Loma praktično s druge strane državne cestovne prometnice br. 54, 500 m jugoistočno. Od 1986. pripada Lomi.

## Stanovništvo
U Lidi je 2001. živjelo 104 stanovnika.

## Vanjske poveznice
- Lida na fallingrain.com